# Лазорцы
Лазорцы (укр. Лазірці) — село в Каневском районе Черкасской области Украины.
Население по переписи 2001 года составляло 94 человека. Занимает площадь 0,62 км². Почтовый индекс — 19013. Телефонный код — 4736.

## Известные уроженцы
- Варавва, Алексей Петрович (1882—1967) — украинский поэт, прозаик.
- Воскрекасенко, Сергей Илларионович (1906—1979) — украинский советский поэт, сатирик, юморист.

## Местный совет
19013, Черкасская обл., Каневский р-н, с. Потапцы